# Мініатюрний бультер'єр
Мініатюрний бультер'єр — порода собак, що виведена у Великій Британії. Походить від вимерлого англійського білого тер'єра, далматина та бульдога. Перше існування задокументовано в 1872 році в «Собаках Британського острова».

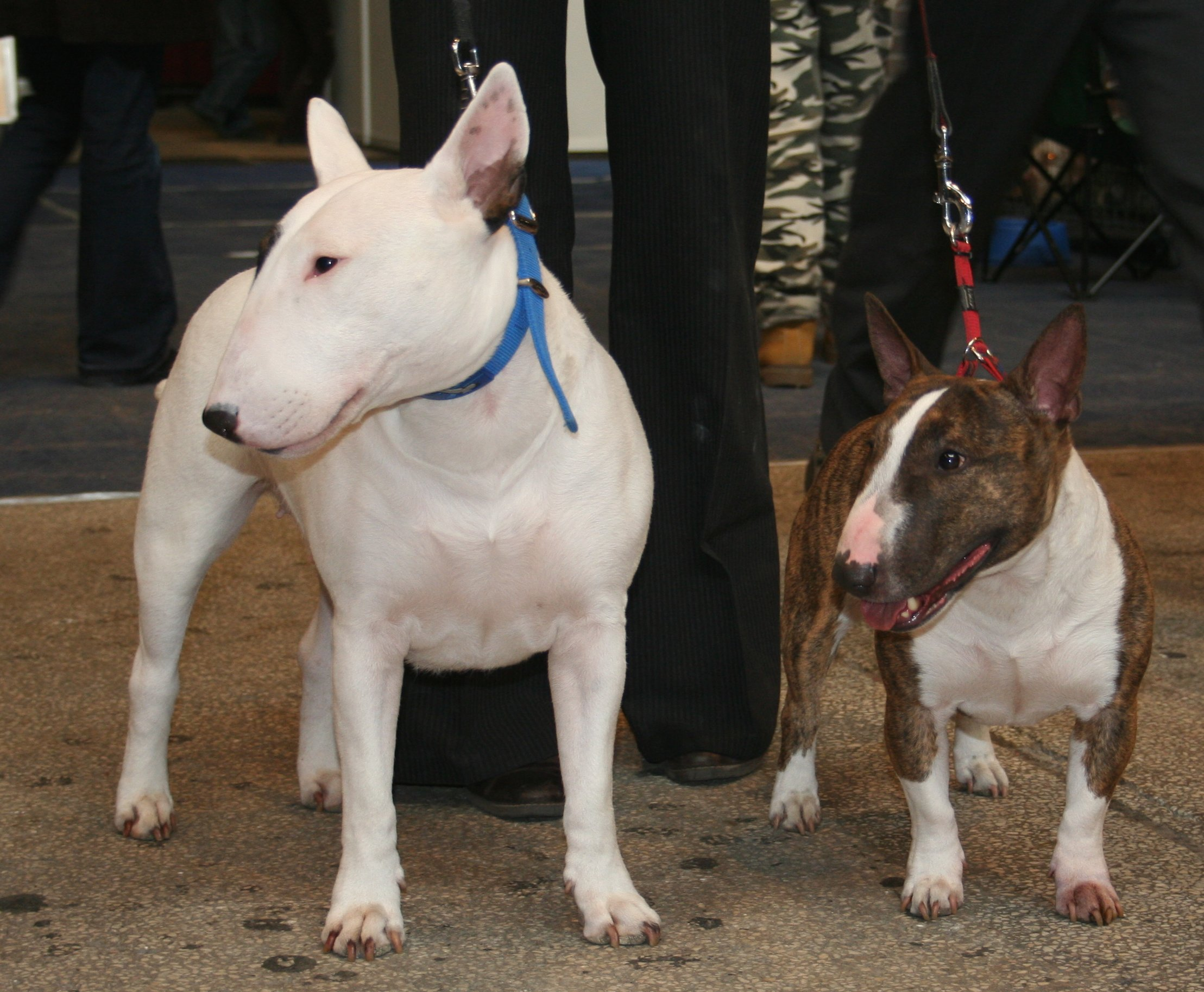
Стандартний бультер'єр зліва, мінібуль справа

## Походження та історія
Походження та історія збігаються з походженням бультер'єра. Менший тип бультер'єрів існує з початку 19 століття. Вона була відома в 19 столітті, але вже не була популярною до Першої світової війни і була видалена з реєстру порід Кінологічного клубу в 1918 році. У 1938 році полковник Річард Глін і група однодумців, які сформували клуб мініатюрних бультер'єрів, намагалися відродити породу.
 5 липня 2011 року FCI визнала мініатюрного бультер'єра самостійною породою. Мініатюрний бультер'єр вважається вимираючою породою в країні свого походження і був включений до списку «вразливих місцевих порід» з 2006 року.

## Опис
У мініатюрного бультер'єра, на відміну від бультер'єра, відомого як стандартний, розмір визначається стандартом породи. Стандарт породи FCI відрізняється від стандарту бультер'єра наступним абзацом: « Висота в холці не повинна перевищувати 35,5 см. Має залишатися враження сутності пропорційно розміру собаки. Немає обмежень по вазі, собаки завжди повинні бути гармонійними».

## Темперамент
Як і бультер'єри, мініатюрні бультер'єри велелюбні і, як і багато інших порід тер'єрів, часом можуть бути впертими; але незважаючи на це, вони чудові собаки для людей з обмеженим простором.
Мініатюрні бультер'єри відомі своєю впертістю та сміливістю. Незважаючи на свій мініатюрний зріст, вони охоче кинуть виклик більшим собакам. Однак, як і з будь-якою собакою, власники можуть зменшити ймовірність конфронтації, забезпечивши належне навчання. Вони дуже енергійні та грайливі та люблять людей, але потрібно бути обережними, оскільки вони мінливі серед інших собак.
Мініатюрні бультер'єри не потребують догляду. Досить швидкого чищення зубів один раз на день або кілька разів на тиждень. Сонцезахисний крем необхідно наносити на будь-які рідкісні білі ділянки шерсті навколо обличчя, вух, задніх кінцівок або живота, коли ви знаходитесь на вулиці (особливо влітку між 10:00 і 14:00), щоб уникнути сонячних опіків і раку.

## Аспекти здоров'я
У мініатюрного бультер'єра є схильність до генетично обумовленої слабкості підвісного апарату кришталика ока і, таким чином, до зміщення кришталика, можливо, з вторинною глаукомою . Для виявлення цієї хвороби очей існує генетичний тест.

## Веб-посилання
- Deutscher Club für Bullterrier
- Die Gesellschaft der Bullterrier Freunde